# Élections législatives de 1997 dans les Alpes-Maritimes
Les élections législatives françaises de 1997 se déroulent le 25 mai et le 1er juin 1997. Dans le département des Alpes-Maritimes, neuf députés sont à élire dans le cadre de neuf  circonscriptions.

## Élus
| Circonscription | Député sortant                          | Parti | Parti     | Député élu ou réélu | Parti | Parti     |
| --------------- | --------------------------------------- | ----- | --------- | ------------------- | ----- | --------- |
| 1re             | Charles Ehrmann                         |       | UDF (PR)  | Charles Ehrmann     |       | UDF (PR)  |
| 2e              | Jean-Paul Baréty                        |       | RPR       | Jacques Peyrat      |       | RPR       |
| 3e              | Rudy Salles                             |       | UDF (PR)  | Rudy Salles         |       | UDF (PR)  |
| 4e              | Xavier Beck suppléant d'Emmanuel Aubert |       | RPR       | Jean-Claude Guibal  |       | RPR       |
| 5e              | Gaston Franco                           |       | RPR       | Christian Estrosi   |       | RPR       |
| 6e              | Suzanne Sauvaigo                        |       | RPR       | Lionnel Luca        |       | RPR       |
| 7e              | Pierre Merli                            |       | UDF (Rad) | Jean Leonetti       |       | UDF (Rad) |
| 8e              | Louise Moreau                           |       | UDF (AD)  | Louise Moreau       |       | UDF (AD)  |
| 9e              | Pierre Bachelet                         |       | RPR       | André Aschieri      |       | Les Verts |

## Résultats

### Résultats à l'échelle du département
| Parti          | Parti                                     | Premier tour | Premier tour | Second tour | Second tour | Sièges |
| Parti          | Parti                                     | Voix         | %            | Voix        | %           | Sièges |
| -------------- | ----------------------------------------- | ------------ | ------------ | ----------- | ----------- | ------ |
|                | Union pour la démocratie française        | 60 082       | 14,90        | 101 646     | 27,83       | 4      |
|                | Rassemblement pour la République          | 49 486       | 12,28        | 75 008      | 20,54       | 4      |
|                | Divers droite                             | 41 231       | 10,23        | 35 835      | 9,81        | 0      |
|                | La Droite indépendante                    | 11 906       | 2,95         |             |             | 0      |
|                | Droite parlementaire                      | 162 705      | 40,36        | 212 489     | 58,19       | 8      |
|                |                                           |              |              |             |             |        |
|                | Parti socialiste                          | 55 746       | 13,83        |             |             | 0      |
|                | Parti communiste français                 | 37 532       | 9,31         | 0           |             |        |
|                | Les Verts                                 | 23 252       | 5,77         | 30 445      | 8,34        | 1      |
|                | Parti radical-socialiste                  | 4 346        | 1,08         |             |             | 0      |
|                | Mouvement des citoyens dont Divers gauche | 3 174        | 0,79         | 0           |             |        |
|                | Gauche plurielle                          | 124 050      | 30,77        | 30 445      | 8,34        | 1      |
|                |                                           |              |              |             |             |        |
|                | Front national                            | 93 629       | 23,22        | 122 250     | 33,48       | 0      |
|                | Divers écologiste dont LT-LNÉ, MÉI et GÉ  | 14 487       | 3,59         |             |             | 0      |
|                | Extrême gauche dont LCR, LO et AREV       | 3 038        | 0,75         | 0           |             |        |
|                | Extrême droite                            | 2 621        | 0,65         | 0           |             |        |
|                | Divers                                    | 2 612        | 0,65         | 0           |             |        |
|                |                                           |              |              |             |             |        |
| Inscrits       | Inscrits                                  | 666 296      | 100,00       | 666 113     | 100,00      | 9      |
| Abstentions    | Abstentions                               | 248 795      | 37,34        | 246 826     | 37,05       |        |
| Votants        | Votants                                   | 417 501      | 62,66        | 419 287     | 62,95       |        |
| Blancs et nuls | Blancs et nuls                            | 14 359       | 3,44         | 54 103      | 12,9        |        |
| Exprimés       | Exprimés                                  | 403 142      | 96,56        | 365 184     | 87,1        |        |

### Résultats par circonscription

#### Première circonscription (Nice-Sud)
| Candidat       | Candidat                      | Parti          | Premier tour | Premier tour | Second tour | Second tour |  |
| Candidat       | Candidat                      | Parti          | Voix         | %            | Voix        | %           |  |
| -------------- | ----------------------------- | -------------- | ------------ | ------------ | ----------- | ----------- |  |
|                | Jean-Pierre Gost              | FN             | 8 792        | 25,89        | 11 136      | 36,52       |  |
|                | Charles Ehrmann sortant réélu | UDF (PR)       | 7 846        | 23,10        | 19 360      | 63,48       |  |
|                | Patrick Allemand              | PS             | 6 719        | 19,78        |             |             |  |
|                | Jacques Victor                | PCF            | 3 410        | 10,04        |             |             |  |
|                | Jean-Marc Governatori         | Divers droite  | 1 560        | 4,59         |             |             |  |
|                | Jean Icart                    | diss. UDF      | 1 513        | 4,45         |             |             |  |
|                | Joël Rigolat                  | GÉ             | 772          | 2,27         |             |             |  |
|                | Emmanuel Guillon              | LDI (MPF)      | 721          | 2,12         |             |             |  |
|                | Nicole Schligler              | LO             | 586          | 1,73         |             |             |  |
|                | Anna Cangémi                  | MÉI            | 553          | 1,63         |             |             |  |
|                | Joëlle Vailly                 | CAP            | 455          | 1,34         |             |             |  |
|                | Michel Cotta                  | Régionaliste   | 318          | 0,94         |             |             |  |
|                | Isabelle Sacoman              | LT-LNÉ         | 232          | 0,68         |             |             |  |
|                | Yvon Grinda                   | MDC            | 212          | 0,62         |             |             |  |
|                | Jean Noble                    | Divers gauche  | 165          | 0,49         |             |             |  |
|                | Roland Jourdan                | Extrême droite | 108          | 0,32         |             |             |  |
|                |                               |                |              |              |             |             |  |
| Inscrits       | Inscrits                      | Inscrits       | 61 746       | 100,00       | 61 747      | 100,00      |  |
| Abstentions    | Abstentions                   | Abstentions    | 26 507       | 42,93        | 26 156      | 42,36       |  |
| Votants        | Votants                       | Votants        | 35 239       | 57,07        | 35 591      | 57,64       |  |
| Blancs et nuls | Blancs et nuls                | Blancs et nuls | 1 277        | 3,62         | 5 095       | 14,32       |  |
| Exprimés       | Exprimés                      | Exprimés       | 33 962       | 96,38        | 30 496      | 85,68       |  |

#### Deuxième circonscription (Nice-Centre)
| Candidat       | Candidat            | Parti             | Premier tour | Premier tour | Second tour | Second tour |  |
| Candidat       | Candidat            | Parti             | Voix         | %            | Voix        | %           |  |
| -------------- | ------------------- | ----------------- | ------------ | ------------ | ----------- | ----------- |  |
|                | Jacques Peyrat élu  | RPR               | 13 022       | 35,12        | 22 352      | 70,63       |  |
|                | Christian Desvignes | FN                | 8 440        | 22,76        | 9 293       | 29,37       |  |
|                | Patrick Mottard     | PS                | 7 876        | 21,24        |             |             |  |
|                | Simone Monticelli   | PCF               | 2 165        | 5,84         |             |             |  |
|                | Joseph Grammatico   | LDI (CNIP)        | 1 501        | 4,05         |             |             |  |
|                | Jeannine Thiemonge  | Les Verts         | 1 111        | 3,00         |             |             |  |
|                | Bruno Pebeyre       | Divers            | 876          | 2,36         |             |             |  |
|                | Claudine Razeau     | MÉI               | 682          | 1,84         |             |             |  |
|                | Rose-Marie Allégret | Divers écologiste | 415          | 1,12         |             |             |  |
|                | Laurence Dangel     | LCR               | 397          | 1,07         |             |             |  |
|                | Joseph Ciccolini    | IR                | 305          | 0,82         |             |             |  |
|                | Marc Brincat        | Extrême droite    | 225          | 0,61         |             |             |  |
|                | Pierre Varennes     | Divers            | 62           | 0,17         |             |             |  |
|                |                     |                   |              |              |             |             |  |
| Inscrits       | Inscrits            | Inscrits          | 68 123       | 100,00       | 68 117      | 100,00      |  |
| Abstentions    | Abstentions         | Abstentions       | 29 715       | 43,62        | 30 426      | 44,67       |  |
| Votants        | Votants             | Votants           | 38 408       | 56,38        | 37 691      | 55,33       |  |
| Blancs et nuls | Blancs et nuls      | Blancs et nuls    | 1 331        | 3,47         | 6 046       | 16,04       |  |
| Exprimés       | Exprimés            | Exprimés          | 37 077       | 96,53        | 31 645      | 83,96       |  |

#### Troisième circonscription (Nice-Nord)
| Candidat       | Candidat                  | Parti          | Premier tour | Premier tour | Second tour | Second tour |  |
| Candidat       | Candidat                  | Parti          | Voix         | %            | Voix        | %           |  |
| -------------- | ------------------------- | -------------- | ------------ | ------------ | ----------- | ----------- |  |
|                | Rudy Salles sortant réélu | UDF (PR)       | 11 845       | 29,48        | 23 639      | 66,39       |  |
|                | Jean-Pierre Schénardi     | FN             | 10 164       | 25,29        | 11 967      | 33,61       |  |
|                | Michèle Matringe          | PS             | 7 436        | 18,5         |             |             |  |
|                | Louis Broch               | PCF            | 4 923        | 12,25        |             |             |  |
|                | Jacques de Rocca-Serra    | LDI (MPF)      | 1 836        | 4,57         |             |             |  |
|                | Brigitte Bergeron         | GÉ             | 864          | 2,15         |             |             |  |
|                | Patrice Miran             | MÉI            | 760          | 1,89         |             |             |  |
|                | Lucien Recrosio           | Les Verts      | 747          | 1,86         |             |             |  |
|                | Hervé Cael                | Extrême droite | 416          | 1,04         |             |             |  |
|                | Delphine d'Onofrio        | LT-LNÉ         | 395          | 0,98         |             |             |  |
|                | Bruno Della-Sudda         | AREV           | 386          | 0,96         |             |             |  |
|                | Claude Tchernatinsky      | MDC            | 269          | 0,67         |             |             |  |
|                | Patrick Kaibi             | IR             | 143          | 0,36         |             |             |  |
|                |                           |                |              |              |             |             |  |
| Inscrits       | Inscrits                  | Inscrits       | 72 232       | 100,00       | 72 231      | 100,00      |  |
| Abstentions    | Abstentions               | Abstentions    | 30 691       | 42,49        | 30 810      | 42,65       |  |
| Votants        | Votants                   | Votants        | 41 541       | 57,51        | 41 421      | 57,35       |  |
| Blancs et nuls | Blancs et nuls            | Blancs et nuls | 1 357        | 3,27         | 5 815       | 14,04       |  |
| Exprimés       | Exprimés                  | Exprimés       | 40 184       | 96,73        | 35 606      | 85,96       |  |

#### Quatrième circonscription (Menton)
| Candidat       | Candidat               | Parti             | Premier tour | Premier tour | Second tour | Second tour |  |
| Candidat       | Candidat               | Parti             | Voix         | %            | Voix        | %           |  |
| -------------- | ---------------------- | ----------------- | ------------ | ------------ | ----------- | ----------- |  |
|                | Jean-Claude Guibal élu | RPR               | 11 327       | 26,79        | 25 416      | 67,67       |  |
|                | Gérard de Gubernatis   | FN                | 8 675        | 20,52        | 12 145      | 32,33       |  |
|                | Xavier Beck sortant    | diss. RPR         | 7 755        | 18,34        |             |             |  |
|                | Pascale Gérard-Loizzo  | PS                | 7 000        | 16,56        |             |             |  |
|                | Jean-Michel Cucinelli  | PCF               | 3 585        | 8,48         |             |             |  |
|                | Philippe Outrequin     | Les Verts         | 792          | 1,87         |             |             |  |
|                | Philippe Gauthier      | LDI (MPF)         | 773          | 1,83         |             |             |  |
|                | Alain Hervé            | GÉ                | 729          | 1,72         |             |             |  |
|                | Marie-Hélène Bonnet    | MÉI               | 483          | 1,14         |             |             |  |
|                | Patrick Ferrucio       | LCR               | 354          | 0,84         |             |             |  |
|                | Marie-Sylvie Borfiga   | Divers écologiste | 263          | 0,62         |             |             |  |
|                | Louise Di Stefano      | Divers droite     | 223          | 0,53         |             |             |  |
|                | Alain Cane             | Extrême droite    | 176          | 0,42         |             |             |  |
|                | Philippe Morelli       | IR                | 140          | 0,33         |             |             |  |
|                |                        |                   |              |              |             |             |  |
| Inscrits       | Inscrits               | Inscrits          | 68 386       | 100,00       | 68 344      | 100,00      |  |
| Abstentions    | Abstentions            | Abstentions       | 24 569       | 35,93        | 24 334      | 35,61       |  |
| Votants        | Votants                | Votants           | 43 817       | 64,07        | 44 010      | 64,39       |  |
| Blancs et nuls | Blancs et nuls         | Blancs et nuls    | 1 542        | 3,52         | 6 449       | 14,65       |  |
| Exprimés       | Exprimés               | Exprimés          | 42 275       | 96,48        | 37 561      | 85,35       |  |

#### Cinquième circonscription (Nice-Montagne)
| Candidat       | Candidat              | Parti             | Premier tour | Premier tour | Second tour | Second tour |  |
| Candidat       | Candidat              | Parti             | Voix         | %            | Voix        | %           |  |
| -------------- | --------------------- | ----------------- | ------------ | ------------ | ----------- | ----------- |  |
|                | Christian Estrosi élu | RPR               | 15 295       | 31           | 27 240      | 66,71       |  |
|                | Robert Gazut          | FN                | 11 129       | 22,55        | 13 591      | 33,29       |  |
|                | Paul Cuturello        | PS                | 9 388        | 19,02        |             |             |  |
|                | Francis Tujague       | PCF               | 8 442        | 17,11        |             |             |  |
|                | Xavier Robert         | GÉ                | 1 658        | 3,36         |             |             |  |
|                | Hélène Saliceti       | LDI (MPF)         | 1 057        | 2,14         |             |             |  |
|                | Axel Hvidsten         | MÉI               | 718          | 1,46         |             |             |  |
|                | Daniel Brun           | Divers            | 549          | 1,11         |             |             |  |
|                | Jean Nicolas          | MDC               | 422          | 0,86         |             |             |  |
|                | Yves Masingue         | Extrême droite    | 253          | 0,51         |             |             |  |
|                | Anne Giujuzza         | IR                | 226          | 0,46         |             |             |  |
|                | Gérald Retali         | LT-LNÉ            | 173          | 0,35         |             |             |  |
|                | Marie-Madeleine Paris | Divers droite     | 34           | 0,07         |             |             |  |
|                | Lydie Odetti          | Divers écologiste | 2            | 0            |             |             |  |
|                |                       |                   |              |              |             |             |  |
| Inscrits       | Inscrits              | Inscrits          | 80 173       | 100,00       | 80 159      | 100,00      |  |
| Abstentions    | Abstentions           | Abstentions       | 28 449       | 35,48        | 29 967      | 37,38       |  |
| Votants        | Votants               | Votants           | 51 724       | 64,52        | 50 192      | 62,62       |  |
| Blancs et nuls | Blancs et nuls        | Blancs et nuls    | 2 378        | 4,6          | 9 361       | 18,65       |  |
| Exprimés       | Exprimés              | Exprimés          | 49 346       | 95,4         | 40 831      | 81,35       |  |

#### Sixième circonscription (Cagnes-sur-Mer)
| Candidat       | Candidat                  | Parti             | Premier tour | Premier tour | Second tour | Second tour |  |
| Candidat       | Candidat                  | Parti             | Voix         | %            | Voix        | %           |  |
| -------------- | ------------------------- | ----------------- | ------------ | ------------ | ----------- | ----------- |  |
|                | Lionnel Luca élu          | diss. RPR         | 14 226       | 25,74        | 35 835      | 71,38       |  |
|                | Jean-Paul Ripoll          | FN                | 11 719       | 21,2         | 14 365      | 28,62       |  |
|                | Suzanne Sauvaigo sortante | RPR               | 9 842        | 17,8         |             |             |  |
|                | Odette Boivin             | PS                | 8 841        | 15,99        |             |             |  |
|                | Marius Papi               | PCF               | 5 722        | 10,35        |             |             |  |
|                | Philippe Mussi            | Les Verts         | 921          | 1,67         |             |             |  |
|                | Christian Pétard          | LO                | 860          | 1,56         |             |             |  |
|                | Jean-François Touzé       | Extrême droite    | 740          | 1,34         |             |             |  |
|                | Jean-Yves Ollivie         | LT-LNÉ            | 717          | 1,3          |             |             |  |
|                | Marie-José Cadenel        | Divers écologiste | 456          | 0,82         |             |             |  |
|                | Marie-Louise Viallon      | Divers écologiste | 403          | 0,73         |             |             |  |
|                | Geneviève Andréa          | MÉI               | 358          | 0,65         |             |             |  |
|                | Henri Garcia              | Divers            | 293          | 0,53         |             |             |  |
|                | Michèle Marchal           | IR                | 180          | 0,33         |             |             |  |
|                |                           |                   |              |              |             |             |  |
| Inscrits       | Inscrits                  | Inscrits          | 84 884       | 100,00       | 84 869      | 100,00      |  |
| Abstentions    | Abstentions               | Abstentions       | 27 870       | 32,83        | 27 868      | 32,84       |  |
| Votants        | Votants                   | Votants           | 57 014       | 67,17        | 57 001      | 67,16       |  |
| Blancs et nuls | Blancs et nuls            | Blancs et nuls    | 1 736        | 3,04         | 6 801       | 11,93       |  |
| Exprimés       | Exprimés                  | Exprimés          | 55 278       | 96,96        | 50 200      | 88,07       |  |

#### Septième circonscription (Antibes)
| Candidat       | Candidat             | Parti             | Premier tour | Premier tour | Second tour | Second tour |  |
| Candidat       | Candidat             | Parti             | Voix         | %            | Voix        | %           |  |
| -------------- | -------------------- | ----------------- | ------------ | ------------ | ----------- | ----------- |  |
|                | Jean Leonetti élu    | UDF (AD)          | 20 252       | 38,9         | 35 379      | 72,96       |  |
|                | Robert Crépin        | FN                | 12 134       | 23,31        | 13 110      | 27,04       |  |
|                | Jean-Michel Guichard | PS                | 8 486        | 16,3         |             |             |  |
|                | Gérard Piel          | PCF               | 3 359        | 6,45         |             |             |  |
|                | Gérard Bourrat       | Divers droite     | 3 086        | 5,93         |             |             |  |
|                | Pascal Marquès       | Les Verts         | 2 104        | 4,04         |             |             |  |
|                | Laure Greuet         | MÉI               | 514          | 0,99         |             |             |  |
|                | Paul Agius           | US4J              | 484          | 0,93         |             |             |  |
|                | Maurice Gillard      | Divers écologiste | 480          | 0,92         |             |             |  |
|                | Ouahid Bouhezza      | GÉ                | 452          | 0,87         |             |             |  |
|                | Élise Hagopian       | LT-LNÉ            | 340          | 0,65         |             |             |  |
|                | Yves Libre           | Extrême droite    | 295          | 0,57         |             |             |  |
|                | Jean-Nicolas Calitri | Divers droite     | 74           | 0,14         |             |             |  |
|                |                      |                   |              |              |             |             |  |
| Inscrits       | Inscrits             | Inscrits          | 83 805       | 100,00       | 83 800      | 100,00      |  |
| Abstentions    | Abstentions          | Abstentions       | 30 031       | 35,83        | 29 429      | 35,12       |  |
| Votants        | Votants              | Votants           | 53 774       | 64,17        | 54 371      | 64,88       |  |
| Blancs et nuls | Blancs et nuls       | Blancs et nuls    | 1 714        | 3,19         | 5 882       | 10,82       |  |
| Exprimés       | Exprimés             | Exprimés          | 52 060       | 96,81        | 48 489      | 89,18       |  |

#### Huitième circonscription (Cannes)
| Candidat       | Candidat                      | Parti          | Premier tour | Premier tour | Second tour | Second tour |  |
| Candidat       | Candidat                      | Parti          | Voix         | %            | Voix        | %           |  |
| -------------- | ----------------------------- | -------------- | ------------ | ------------ | ----------- | ----------- |  |
|                | Albert Peyron                 | FN             | 10 153       | 27,63        | 12 988      | 35,82       |  |
|                | Louise Moreau sortante réélue | UDF (AD)       | 9 317        | 25,35        | 23 268      | 64,18       |  |
|                | Henri Leroy                   | Divers droite  | 4 433        | 12,06        |             |             |  |
|                | Jany Mossé                    | PRS            | 4 346        | 11,83        |             |             |  |
|                | Claude Meyffret               | PCF            | 2 255        | 6,14         |             |             |  |
|                | Didier Chérel                 | Les Verts      | 1 881        | 5,12         |             |             |  |
|                | Paul Vogel                    | Divers droite  | 1 877        | 5,11         |             |             |  |
|                | Robert Calmettes              | LDI (MPF)      | 1 008        | 2,74         |             |             |  |
|                | Albert Desenclos              | Divers droite  | 343          | 0,93         |             |             |  |
|                | Christiane Moulin             | Divers         | 306          | 0,83         |             |             |  |
|                | Jean-Pierre Villon            | MÉI            | 210          | 0,57         |             |             |  |
|                | Bruno Tassy                   | Divers droite  | 192          | 0,52         |             |             |  |
|                | Monique Le Brizoual           | Divers         | 175          | 0,48         |             |             |  |
|                | Olivier Reese                 | Extrême droite | 138          | 0,38         |             |             |  |
|                | Francois-Marie Lajaunie       | IR             | 81           | 0,22         |             |             |  |
|                | Michel Brun                   | Divers         | 33           | 0,09         |             |             |  |
|                |                               |                |              |              |             |             |  |
| Inscrits       | Inscrits                      | Inscrits       | 59 077       | 100,00       | 58 977      | 100,00      |  |
| Abstentions    | Abstentions                   | Abstentions    | 20 975       | 35,5         | 19 128      | 32,43       |  |
| Votants        | Votants                       | Votants        | 38 102       | 64,5         | 39 849      | 67,57       |  |
| Blancs et nuls | Blancs et nuls                | Blancs et nuls | 1 354        | 3,55         | 3 593       | 9,02        |  |
| Exprimés       | Exprimés                      | Exprimés       | 36 748       | 96,45        | 36 256      | 90,98       |  |

#### Neuvième circonscription (Grasse)
| Candidat       | Candidat                | Parti             | Premier tour | Premier tour | Second tour | Second tour |  |
| Candidat       | Candidat                | Parti             | Voix         | %            | Voix        | %           |  |
| -------------- | ----------------------- | ----------------- | ------------ | ------------ | ----------- | ----------- |  |
|                | André Aschieri élu      | Les Verts         | 15 696       | 27,92        | 30 445      | 56,28       |  |
|                | Dominique Vidal         | FN                | 12 423       | 22,1         | 23 655      | 43,72       |  |
|                | Michèle Tabarot         | UDF (PR)          | 10 822       | 19,25        |             |             |  |
|                | Pierre Bachelet sortant | diss. RPR         | 5 915        | 10,52        |             |             |  |
|                | Jean-Pierre Leleux      | LDI (MPF)         | 5 010        | 8,91         |             |             |  |
|                | Paul Euzière            | PCF               | 3 671        | 6,53         |             |             |  |
|                | Michelle Hébrard        | Divers écologiste | 692          | 1,23         |             |             |  |
|                | Roberte Huet            | MDC               | 547          | 0,97         |             |             |  |
|                | Jocelyne Gioanni        | MÉI               | 536          | 0,95         |             |             |  |
|                | Fabienne Gariglio       | LT-LNÉ            | 327          | 0,58         |             |             |  |
|                | Mohamed Mbechezi        | GÉ                | 303          | 0,54         |             |             |  |
|                | André Quesney           | Extrême droite    | 270          | 0,48         |             |             |  |
|                |                         |                   |              |              |             |             |  |
| Inscrits       | Inscrits                | Inscrits          | 87 870       | 100,00       | 87 869      | 100,00      |  |
| Abstentions    | Abstentions             | Abstentions       | 29 988       | 34,13        | 28 708      | 32,67       |  |
| Votants        | Votants                 | Votants           | 57 882       | 65,87        | 59 161      | 67,33       |  |
| Blancs et nuls | Blancs et nuls          | Blancs et nuls    | 1 670        | 2,89         | 5 061       | 8,55        |  |
| Exprimés       | Exprimés                | Exprimés          | 56 212       | 97,11        | 54 100      | 91,45       |  |